# Cheiroplatea cenobita
Cheiroplatea cenobita is een tienpotigensoort uit de familie van de Pylochelidae. De wetenschappelijke naam van de soort is voor het eerst geldig gepubliceerd in 1888 door Bate.